# Coscinocera anteus
Coscinocera anteus är en fjärilsart som beskrevs av Eugène Louis Bouvier 1928. Coscinocera anteus ingår i släktet Coscinocera och familjen påfågelsspinnare. Inga underarter finns listade i Catalogue of Life.